# Geocora
Geocora es un término utilizado para la división y clasificación del espacio geográfico (paisaje) en función de su componente escalar y que responde a criterios funcionales de carácter físico (geomorfológico, biogeográfico, etcétera) o humano (demográfico, urbano o rural, económico, etcétera). Define una unidad básica de paisaje, que a su vez puede dividirse o agruparse en unidades inferiores (microgeocora y nanogeocora) o superiores (megageocora, macrogeocora y mesogeo cora).
Se han propuesto otros términos similares para indicar niveles espaciales de análisis geográfico, como el conjunto de seis conceptos compuesto por: zona (de disposición zonal, es decir, ir siguiendo los paralelos, vinculada al clima por la determinación debida a la distinta distribución primaria de energía solar según la latitud), dominio (también climática, en función del relieve y la distribución de masas oceánicas y continentales -continentalidad-), región natural, geosistema, geofacies y geotopo. Por su parte el "Land System", de criterios geomorfológicos, propone los términos Land region (macrorelieve, escala 1:250.000, que permite diferenciar cordilleras), Land system (mesorrelieve, escala 1:100.000 a 1:50.000, para una cuenca hidrográfica), land facet (para formas de modelado y su génesis, de escala 1:50.000 a 1:10.000, para una terraza aluvial), y Land site (para las formaciones superficiales y el uso, escala de 1:10.000 a 1:2.000). También se ha propuesto una clasificación en cuatro niveles: ambientes, subambientes, sistemas y unidades.

Mapa de ecozonas, concepto biogeográfico que por su dimensión corresponde con las unidades intermedias de entre las de gran escala (las mesogeocoras y las geocoras, y a los dominios en otra clasificación). Regiones similares se representan con las divisiones de clasificaciones climáticas como la de Köppen.

Puede compararse con conceptos que implican divisiones de carácter similar que realizan otras ciencias, como la biología (ecosistema, ecozona, región biogeográfica, biotopo, -también se ha utilizado el concepto de biogeocora-), la geopolítica, etc.